# Дациће
Дациће (алб. Daciqe, ранији назив Дацићи) је насеље у општини Рожаје у Црној Гори. Према попису из 2003. било је 299 становника (према попису из 1991. било је 336 становника).

## Демографија
У насељу Дацићи живи 215 пунолетних становника, а просечна старост становништва износи 30,0 година (29,2 код мушкараца и 30,8 код жена). У насељу има 53 домаћинства, а просечан број чланова по домаћинству је 5,64.
Ово насеље је великим делом насељено Албанцима (према попису из 2003. године).
|  |

| Демографија | Демографија | Демографија |
| Година      | Становника  | Становника  |
| ----------- | ----------- | ----------- |
|             |             |             |
|             |             |             |
|             |             |             |
|             |             |             |
| 1948.       | 370         |             |
| 1953.       | 357         |             |
| 1961.       | 425         |             |
| 1971.       | 319         |             |
| 1981.       | 326         |             |
| 1991.       | 336         | 330         |
| 2003.       | 372         | 299         |
|             |             |             |

| Етнички састав према попису из 2003.‍ | Етнички састав према попису из 2003.‍ | Етнички састав према попису из 2003.‍ | Етнички састав према попису из 2003.‍ | Етнички састав према попису из 2003.‍ |
| ------------------------------------ | ------------------------------------ | ------------------------------------ | ------------------------------------ | ------------------------------------ |
|                                      |                                      |                                      |                                      |                                      |
| Албанци                              | Албанци                              |                                      | 296                                  | 98,99%                               |
| Бошњаци                              | Бошњаци                              |                                      | 1                                    | 0,33%                                |
| непознато                            | непознато                            |                                      | 2                                    | 0,66%                                |

| Година пописа     | 1948. | 1953. | 1961. | 1971. | 1981. | 1991. | 2003. |
| ----------------- | ----- | ----- | ----- | ----- | ----- | ----- | ----- |
| Број домаћинстава | 43    | 45    | 53    | 46    | 37    | 49    | 56    |

| Број чланова      | 1  | 2 | 3 | 4 | 5 | 6  | 7 | 8 | 9 | 10 и више | Просек |
| ----------------- | -- | - | - | - | - | -- | - | - | - | --------- | ------ |
| Број домаћинстава | 53 | 6 | 3 | 1 | 7 | 12 | 4 | 7 | 3 | 5         | 5      |

| Пол    | Укупно | Неожењен/Неудата | Ожењен/Удата | Удовац/Удовица | Разведен/Разведена | Непознато |
| ------ | ------ | ---------------- | ------------ | -------------- | ------------------ | --------- |
| Мушки  | 103    | 41               | 57           | 0              | 0                  | 5         |
| Женски | 127    | 48               | 69           | 2              | 0                  | 8         |
| УКУПНО | 230    | 89               | 126          | 2              | 0                  | 13        |

| Пол    | Укупно                    | Пољопривреда, лов и шумарство | Рибарство                            | Вађење руде и камена | Прерађивачка индустрија       |
| ------ | ------------------------- | ----------------------------- | ------------------------------------ | -------------------- | ----------------------------- |
| Мушки  | 20                        | 10                            | 0                                    | 0                    | 0                             |
| Женски | 3                         | 0                             | 0                                    | 0                    | 0                             |
| УКУПНО | 23                        | 10                            | 0                                    | 0                    | 0                             |
| Пол    | Производња и снабдевање   | Грађевинарство                | Трговина                             | Хотели и ресторани   | Саобраћај, складиштење и везе |
| Мушки  | 0                         | 0                             | 0                                    | 0                    | 0                             |
| Женски | 0                         | 0                             | 0                                    | 0                    | 0                             |
| УКУПНО | 0                         | 0                             | 0                                    | 0                    | 0                             |
| Пол    | Финансијско посредовање   | Некретнине                    | Државна управа и одбрана             | Образовање           | Здравствени и социјални рад   |
| Мушки  | 0                         | 0                             | 2                                    | 5                    | 0                             |
| Женски | 0                         | 0                             | 0                                    | 2                    | 0                             |
| УКУПНО | 0                         | 0                             | 2                                    | 7                    | 0                             |
| Пол    | Остале услужне активности | Приватна домаћинства          | Екстериторијалне организације и тела | Непознато            | Непознато                     |
| Мушки  | 0                         | 0                             | 0                                    | 3                    | 3                             |
| Женски | 0                         | 0                             | 0                                    | 1                    | 1                             |
| УКУПНО | 0                         | 0                             | 0                                    | 4                    | 4                             |